# The New Times (Rwanda)
Pour les articles homonymes, voir The New Times.
The New Times est un journal rwandais publié en langue anglaise.

## Histoire
The New Times est fondé en 1995, paraissant alors toutes les deux semaines. Il accroît petit à petit sa fréquence de parution, et paraît désormais tous les jours depuis 2006. Depuis 2003, il publie également des articles en ligne. Il a été le seul quotidien de langue anglaise au Rwanda.
Il est la propriété de deux actionnaires, et définit sa ligne éditoriale comme étant « fondée sur des reportages justes et équilibrés, sans tonalité de confrontation, politique ou autre ». AllAfrica.com, toutefois, le présente comme étant « un quotidien pro-gouvernement »,. La BBC, de même, définit le New Times comme étant « pro-gouvernement ». En 2009, Human Rights Watch accuse le journal de censurer tout point de vue critiquant le gouvernement.
En 2010, le président rwandais Paul Kagame affirme que la « flagornerie » de ce journal, bien trop « servile » à son égard et à celui de son parti (le Front patriotique rwandais), lui déplaît, et qu'il espère voir apparaître au Rwanda un quotidien plus objectif.